# Oslob
Oslob est une municipalité de la province de Cebu, à l'extrême sud-est de l'île de Cebu, aux Philippines.

## Généralités
Elle est entourée des municipalités de Santander au sud, Samboan au nord, Samboan-Ginatilan à l'ouest, et de la Mer de Bohol à l'est.
Elle est administrativement constituée de 21 barangays (quartiers/districts/villages) :
- Alo
- Bangcogon
- Bonbon
- Calumpang
- Canangca-an
- Cañang
- Can-ukban
- Cansalo-ay
- Daanlungsod
- Gawi
- Hagdan
- Lagunde
- Looc
- Luka
- Mainit
- Manlum
- Nueva Caceres
- Poblacion
- Pungtod
- Tan-awan
- Tumalog

Sa population en 2019 est d'environ 30 000 habitants.

## Annexes

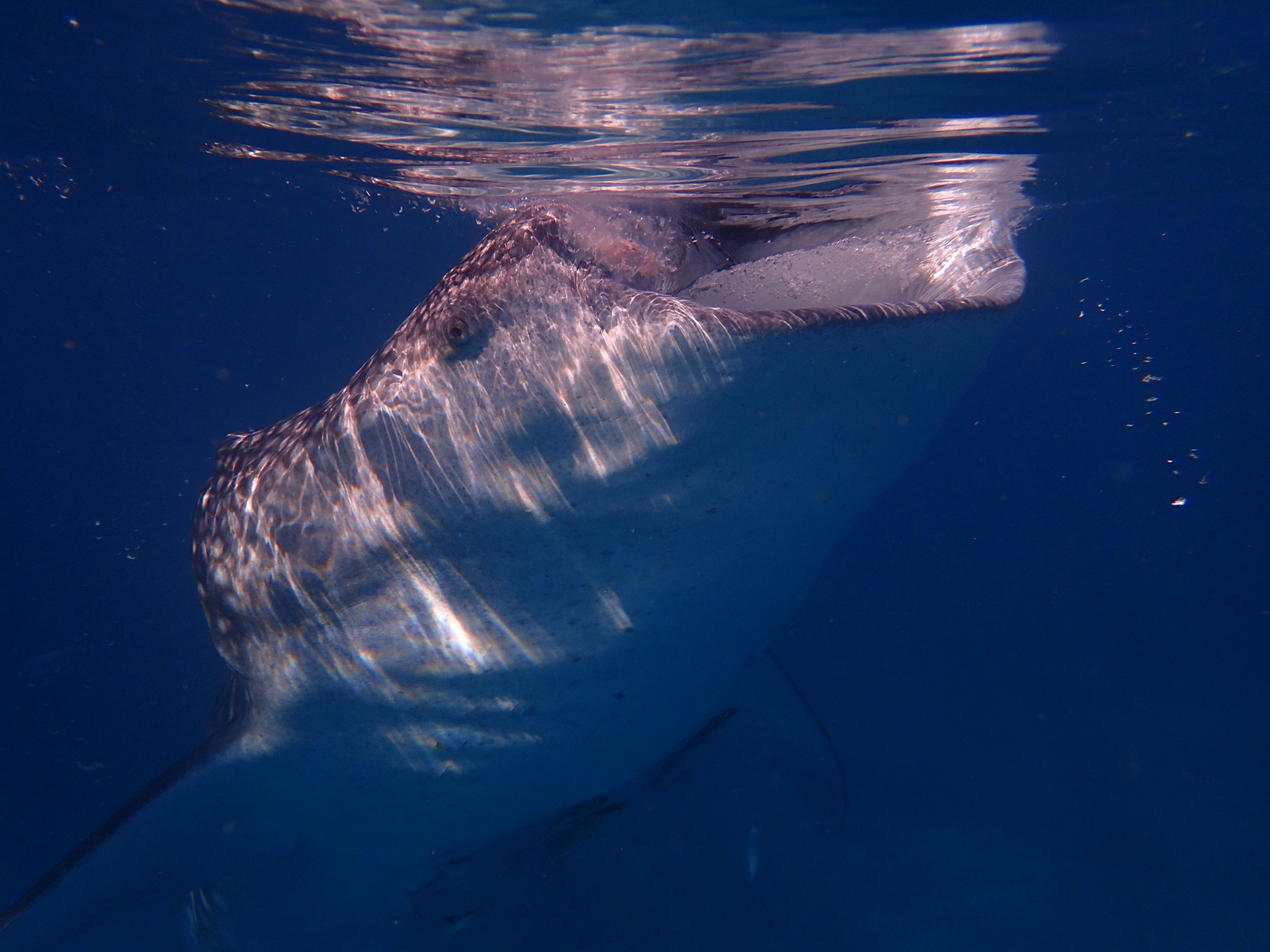
Requin-baleine à Oslob

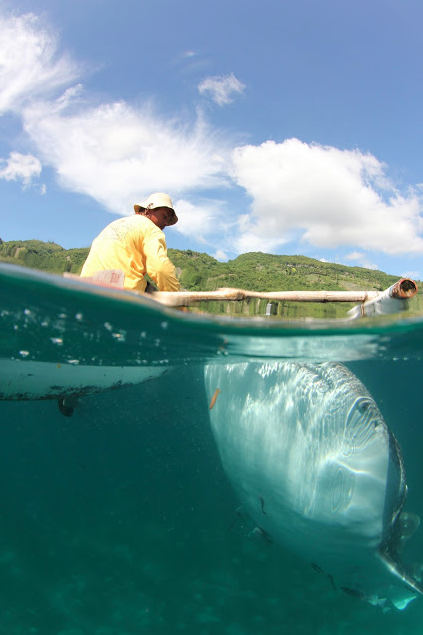
Rencontres quotidiennes requins-baleines et touristes